# Trichometra
Trichometra is een geslacht van haarsterren uit de familie Antedonidae.

## Soorten
- Trichometra cubensis (Pourtalès, 1869)
- Trichometra delicata A.H. Clark, 1911
- Trichometra vexator A.H. Clark, 1908